# Rhaphuma trinalba
Rhaphuma trinalba là một loài bọ cánh cứng trong họ Cerambycidae.